# 一件小事
《一件小事》 ，出自中国近代作家鲁迅之手，发表于1919年12月1日《晨報·周年纪念增刊》。后整理于《吶喊》文集。
该作品发表于五四运动前，鲁迅写该小说出于对平凡劳动人民的敬意。张中行评价这篇文章为“鲁迅先生一篇滥竽充数的小说”，但是学者根据鲁迅在《呐喊文集》第13次印刷时，宁可抽走《不周山》而不动该作，反映出其对《一件小事》的重视。钱理群认为该作反映了鲁迅文笔中常见的怀疑思维。